# Коты (Псковская область)
Коты — обезлюдевшая деревня в Струго-Красненском районе Псковской области России. Входит в состав сельского поселения «Новосельская волость».

## География
Находится на северо-востоке региона, в юго-западной части района, у реки Дребенка.
Уличная сеть не развита.

## История
До марта 2005 года деревня Коты входила в  Молодейскую волость.
В соответствии с Законом Псковской области от 28 февраля 2005 года № 420-ОЗ  деревня Коты, вместе с другими селениями упразднённой Молодейской волости, вошла в состав образованного муниципального образования Новосельская волость.

## Население
| 2001 | 2002 | 2010 | 2011 |
| ---- | ---- | ---- | ---- |
| 4    | ↘1   | ↘0   | →0   |

## Инфраструктура
Почтовое отделение, обслуживающее д. Коты — 181161; расположено в д.  Палицы.

## Транспорт
Просёлочные дороги, одна из них к д. Палицы .